# Stamboom Maria Antonia van Braganza (1862-1959)
Dit is de stamboom van Maria Antonia van Braganza (1862-1959).
| Stamboom Maria Antonia van Braganza (1862-1959)                                                                                  | Stamboom Maria Antonia van Braganza (1862-1959)                                                           | Stamboom Maria Antonia van Braganza (1862-1959)                                                           | Stamboom Maria Antonia van Braganza (1862-1959)                                                                              | Stamboom Maria Antonia van Braganza (1862-1959)                                                           | Stamboom Maria Antonia van Braganza (1862-1959)                                                           |
| --- | --- | --- | --- | --- | --- |
| Grootouders | Jan van Braganza (1769-1826) Jan VI van Portugal x 1785 Charlotte Johanna van Spanje (1775-1830)          | Jan van Braganza (1769-1826) Jan VI van Portugal x 1785 Charlotte Johanna van Spanje (1775-1830)          | Jan van Braganza (1769-1826) Jan VI van Portugal x 1785 Charlotte Johanna van Spanje (1775-1830)                             | ? | ? |
| Ouders | Michael van Braganza (1802-1866) Michael I van Portugal x 1851 Adelheid van Löwenstein-Wertheim-Rosenberg | Michael van Braganza (1802-1866) Michael I van Portugal x 1851 Adelheid van Löwenstein-Wertheim-Rosenberg | Michael van Braganza (1802-1866) Michael I van Portugal x 1851 Adelheid van Löwenstein-Wertheim-Rosenberg                    | Michael van Braganza (1802-1866) Michael I van Portugal x 1851 Adelheid van Löwenstein-Wertheim-Rosenberg | Michael van Braganza (1802-1866) Michael I van Portugal x 1851 Adelheid van Löwenstein-Wertheim-Rosenberg |
| Maria Antonia van Braganza (1862-1959) Maria Antonia van Portugal x 1884 Robert van Bourbon-Parma (1848-1907) Robert I van Parma | | | | | |
| Kinderen | Sixtus (1886-1934) x 1919 Hedwige de la Rochefoucauld                                                     | Xavier (1889-1977) x 1927 Maria van Bourbon-Busset                                                        | Zita (1892-1989) x 1911 Karel van Habsburg (1887-1922) Karel I van Oostenrijk                                                | Felix (1893-1970) x 1919 Charlotte van Nassau-Weilburg (1896-1985) Charlotte van Luxemburg                | 8 kinderen                                                                                                |
| Kleinkinderen | ? | Karel Hugo (1930-2010)                                                                                    | Otto (1912) Adelheid (1914-1971) Robert (1915-1996) Felix (1916) Karel Lodewijk (1918) Rudolf (1919) Elisabeth (1922-1993) ? | Jan (1921) Jan I van Luxemburg                                                                            | ? |